# Rozavlea
Rozavlea (ungarisch Rozália) ist eine Gemeinde im Kreis Maramureș in der historischen Region Komitat Máramaros in Rumänien.

## Lage
Rozavlea liegt etwa 32 km südöstlich der Stadt Sighetu Marmației im Tal des Flusses Iza.

## Gliederung
Bis zum Jahr 2002 gehörte das benachbarte Dorf Șieu zu Rozavlea, bildet seitdem jedoch eine eigene Gemeinde. 2006 erhielt die Siedlung Sâlța den Status eines offiziellen Ortsteils.

## Geschichte
Der Ort wurde 1373 als villa Iohannis Woyvode erstmals urkundlich erwähnt. Er war über mehrere Jahrhunderte Teil des Komitats Maramuresch und damit des Königreichs Ungarn. Nach dem Ersten Weltkrieg gelangte er zu Rumänien.

## Bevölkerung
Seit Beginn der offiziellen Volkszählungen im Jahr 1850 war die Gemeinde überwiegend von Rumänen bewohnt. Bis zum Zweiten Weltkrieg stellten die Juden eine bedeutende Minderheit (1920 mehr als 25 Prozent). Inzwischen sind die Bewohner von Rozavlea nahezu ausschließlich Rumänen; 2002 wurden in der Gemeinde (die damals auch noch den Ort Șieu umfasste und 6124 Einwohner hatte), ein Deutscher, ein Ukrainer und elf Roma  erfasst.

## Verkehr
Rozavlea liegt an der Kreisstraße (drum județean) DJ 186, die von Vadu Izei nach Săcel führt und damit die Städte Sighetu Marmației und Borșa miteinander verbindet. In diese Städte bestehen regelmäßige Busverbindungen. Der nächste Bahnhof befindet sich ca. 7 km nordöstlich des Ortes in Leordina an der Bahnstrecke Valea Vișeului–Borșa.

## Sehenswürdigkeiten

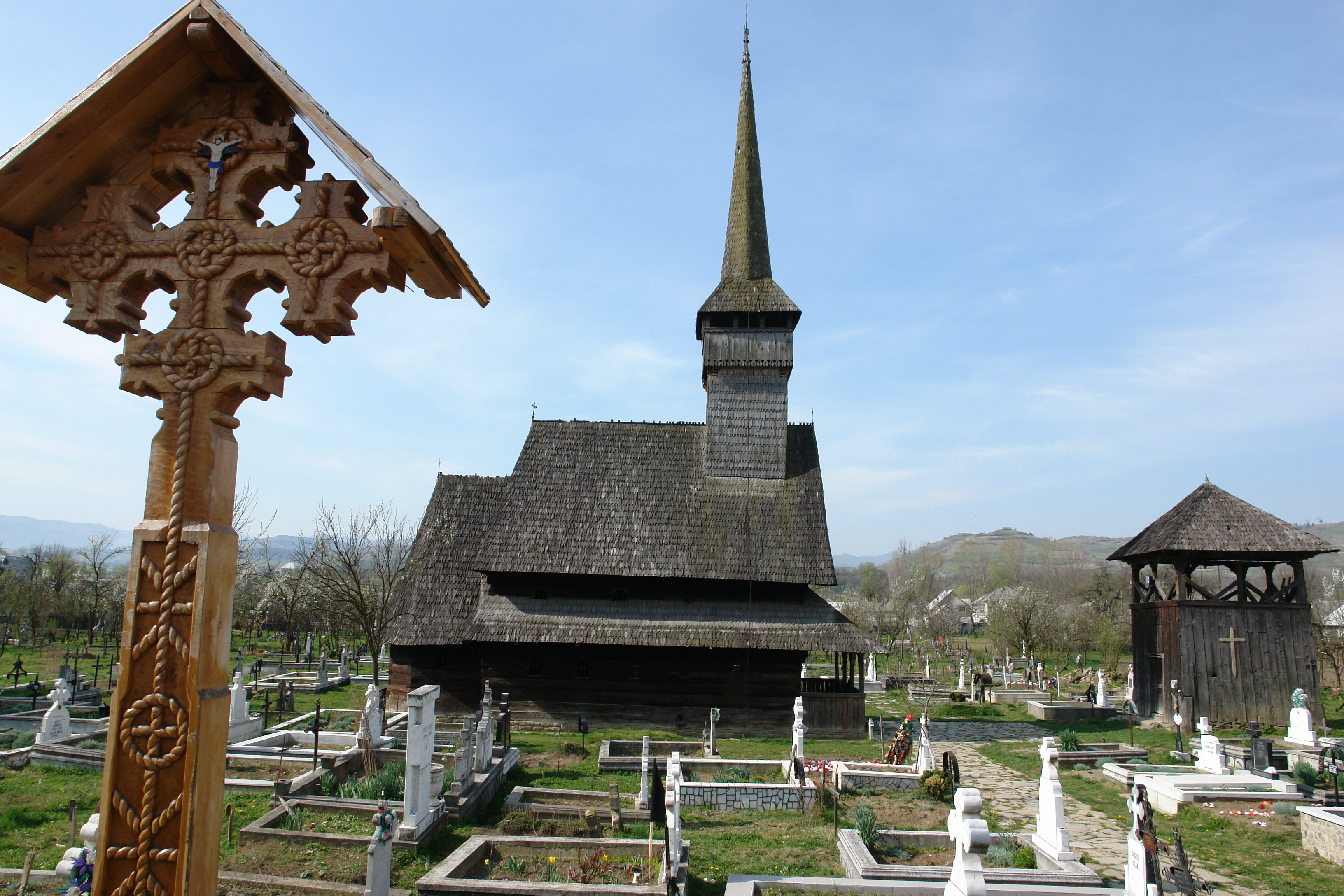
Die Holzkirche in Rozavlea

Wichtigster touristischer Anziehungspunkt war die 1717–1720 errichtete Holzkirche „Sfânții Arhangheli Mihail și Gavril“ (Heilige Erzengel Michael und Gabriel); diese ist am 7. August 2016 während des Gottesdienstes abgebrannt.
Rozavlea ist außerdem durch seine landschaftlich attraktive Lage interessant.